# Lista uczestników Tour de Pologne 2016
Lista uczestników Tour de Pologne 2016:
W Tour de Pologne 2016 wystartowało 200 zawodników z 25 profesjonalnych ekip.

## Lista uczestników
| Legenda | Legenda                                                                  |
| ------- | ------------------------------------------------------------------------ |
|         | Zwycięzca klasyfikacji generalnej                                        |
|         | Zwycięzca klasyfikacji górskiej                                          |
|         | Zwycięzca klasyfikacji punktowej                                         |
|         | Zwycięzca klasyfikacji najaktywniejszych                                 |
| DNS     | Oznaczenie zawodników, którzy nie przystąpili do danego etapu            |
| DNF     | Oznaczenie zawodników, którzy nie ukończyli danego etapu                 |
| HD      | Oznaczenie zawodników, którzy przekroczyli limit czasowy na danym etapie |

### Tinkoff
| Tinkoff TNK | Tinkoff TNK       | Tinkoff TNK | Tinkoff TNK | Tinkoff TNK                                   | Tinkoff TNK |
| Numer       | Zawodnik          | Państwo     | Wiek        | Uwagi                                         | Miejsce     |
| ----------- | ----------------- | ----------- | ----------- | --------------------------------------------- | ----------- |
| 1           | Pawieł Brutt      | Rosja       | 34          |                                               | 48.         |
| 2           | Jesper Hansen     | Dania       | 25          |                                               | 12.         |
| 3           | Daniele Bennati   | Włochy      | 35          |                                               | 53.         |
| 4           | Juraj Sagan       | Słowacja    | 27          | Mistrz Słowacji w wyścigu ze startu wspólnego | DNF-5       |
| 5           | Sérgio Paulinho   | Portugalia  | 36          |                                               | 59.         |
| 6           | Jesús Hernández   | Hiszpania   | 34          |                                               | DNF-3       |
| 7           | Jewgienij Pietrow | Rosja       | 37          |                                               | DNF-5       |
| 8           | Jurij Trofimow    | Rosja       | 32          |                                               | DNF-5       |

### Movistar Team
| Movistar Team MOV | Movistar Team MOV    | Movistar Team MOV | Movistar Team MOV | Movistar Team MOV                                        | Movistar Team MOV |
| Numer             | Zawodnik             | Państwo           | Wiek              | Uwagi                                                    | Miejsce           |
| ----------------- | -------------------- | ----------------- | ----------------- | -------------------------------------------------------- | ----------------- |
| 11                | Andrey Amador        | Kostaryka         | 29                |                                                          | DNF-5             |
| 12                | Jonathan Castroviejo | Hiszpania         | 28                |                                                          | 17.               |
| 13                | Alex Dowsett         | Wielka Brytania   | 27                | Mistrz Wielkiej Brytanii w jeździe indywidualnej na czas | 88.               |
| 14                | Rubén Fernández      | Hiszpania         | 25                |                                                          | 6.                |
| 15                | Dayer Quintana       | Kolumbia          | 23                |                                                          | 33.               |
| 16                | Rory Sutherland      | Australia         | 34                |                                                          | 71.               |
| 17                | Francisco Ventoso    | Hiszpania         | 33                |                                                          | DNF-5             |
| 18                | Giovanni Visconti    | Włochy            | 33                |                                                          | 21.               |

### Etixx-Quick Step
| Etixx-Quick Step EQS | Etixx-Quick Step EQS | Etixx-Quick Step EQS | Etixx-Quick Step EQS | Etixx-Quick Step EQS                                                                                  | Etixx-Quick Step EQS |
| Numer                | Zawodnik             | Państwo              | Wiek                 | Uwagi                                                                                                 | Miejsce              |
| -------------------- | -------------------- | -------------------- | -------------------- | --- | -------------------- |
| 21                   | Laurens De Plus      | Belgia               | 20                   | | 50.                  |
| 22                   | Fernando Gaviria     | Kolumbia             | 21                   | | DNF-5                |
| 23                   | Bob Jungels          | Luksemburg           | 23                   | Mistrz Luksemburga w wyścigu ze startu wspólnego · Mistrz Luksemburga w jeździe indywidualnej na czas | DNF-5                |
| 24                   | Davide Martinelli    | Włochy               | 22                   | | DNF-5                |
| 25                   | Pieter Serry         | Belgia               | 27                   | | DNF-5                |
| 26                   | Zdeněk Štybar        | Czechy               | 30                   | | 36.                  |
| 27                   | Łukasz Wiśniowski    | Polska               | 24                   | | DNF-5                |
| 28                   | Nikolas Maes         | Belgia               | 29                   | | DNF-5                |

### Pro Team Astana
| Pro Team Astana AST | Pro Team Astana AST | Pro Team Astana AST | Pro Team Astana AST | Pro Team Astana AST                                                                       | Pro Team Astana AST |
| Numer               | Zawodnik            | Państwo             | Wiek                | Uwagi                                                                                     | Miejsce             |
| ------------------- | ------------------- | ------------------- | ------------------- | ----------------------------------------------------------------------------------------- | ------------------- |
| 31                  | Valerio Agnoli      | Włochy              | 31                  |                                                                                           | DNF-5               |
| 32                  | Eros Capecchi       | Włochy              | 29                  |                                                                                           | DNF-5               |
| 33                  | Dario Cataldo       | Włochy              | 31                  |                                                                                           | 9.                  |
| 34                  | Andrea Guardini     | Włochy              | 26                  |                                                                                           | DNF-5               |
| 35                  | Gatis Smukulis      | Łotwa               | 28                  | Mistrz Łotwy w wyścigu ze startu wspólnego · Mistrz Łotwy w jeździe indywidualnej na czas | DNF-5               |
| 36                  | Rusłan Tleubajew    | Kazachstan          | 29                  |                                                                                           | DNF-5               |
| 37                  | Bachtijar Kozatajew | Kazachstan          | 24                  |                                                                                           | DNF-5               |
| 38                  | Andriej Zejc        | Kazachstan          | 29                  |                                                                                           | 8.                  |

### Cannondale–Drapac
| Cannondale-Drapac CDT | Cannondale-Drapac CDT | Cannondale-Drapac CDT | Cannondale-Drapac CDT | Cannondale-Drapac CDT | Cannondale-Drapac CDT |
| Numer                 | Zawodnik              | Państwo               | Wiek                  | Uwagi                 | Miejsce               |
| --------------------- | --------------------- | --------------------- | --------------------- | --------------------- | --------------------- |
| 41                    | Alberto Bettiol       | Włochy                | 22                    |                       | 3.                    |
| 42                    | André Cardoso         | Portugalia            | 31                    |                       | 65.                   |
| 43                    | Simon Clarke          | Australia             | 29                    |                       | 25.                   |
| 44                    | Davide Formolo        | Włochy                | 23                    |                       | 4.                    |
| 45                    | Toms Skujiņš          | Łotwa                 | 24                    |                       | 74.                   |
| 46                    | Rigoberto Urán        | Kolumbia              | 29                    |                       | 43.                   |
| 47                    | Davide Villella       | Włochy                | 24                    |                       | 10.                   |
| 48                    | Michael Woods         | Kanada                | 29                    |                       | DNS-5                 |

### Team Dimension Data
| Team Dimension Data DDD | Team Dimension Data DDD    | Team Dimension Data DDD | Team Dimension Data DDD | Team Dimension Data DDD                                                                           | Team Dimension Data DDD |
| Numer                   | Zawodnik                   | Państwo                 | Wiek                    | Uwagi                                                                                             | Miejsce                 |
| ----------------------- | -------------------------- | ----------------------- | ----------------------- | ------------------------------------------------------------------------------------------------- | ----------------------- |
| 51                      | Matthew Brammeier          | Irlandia                | 31                      |                                                                                                   | DNF-5                   |
| 52                      | Omar Fraile                | Hiszpania               | 25                      |                                                                                                   | 75.                     |
| 53                      | Jacques Janse van Rensburg | Południowa Afryka       | 28                      |                                                                                                   | 60.                     |
| 54                      | Songezo Jim                | Południowa Afryka       | 25                      |                                                                                                   | 94.                     |
| 55                      | Adrien Niyonshuti          | Rwanda                  | 29                      | Mistrz Rwandy w wyścigu w jeździe indywidualnej na czas                                           | DNF-5                   |
| 56                      | Youcef Reguigui            | Algieria                | 26                      |                                                                                                   | DNF-4                   |
| 57                      | Kristian Sbaragli          | Włochy                  | 26                      |                                                                                                   | DNF-5                   |
| 58                      | Kanstancin Siucou          | Białoruś                | 33                      | Mistrz Białorusi w wyścigu ze startu wspólnego · Mistrz Białorusi w jeździe indywidualnej na czas | DNF-5                   |

### Trek-Segafredo
| Trek-Segafredo TFS | Trek-Segafredo TFS | Trek-Segafredo TFS | Trek-Segafredo TFS | Trek-Segafredo TFS | Trek-Segafredo TFS |
| Numer              | Zawodnik           | Państwo            | Wiek               | Uwagi              | Miejsce            |
| ------------------ | ------------------ | ------------------ | ------------------ | ------------------ | ------------------ |
| 61                 | Eugenio Alafaci    | Włochy             | 25                 |                    | DNF-5              |
| 62                 | Fumiyuki Beppu     | Japonia            | 32                 |                    | 87.                |
| 63                 | Niccolò Bonifazio  | Włochy             | 22                 |                    | DNF-5              |
| 64                 | Marco Coledan      | Włochy             | 27                 |                    | DNF-5              |
| 65                 | Stijn Devolder     | Belgia             | 36                 |                    | DNF-5              |
| 66                 | Fabio Felline      | Włochy             | 25                 |                    | 2.                 |
| 67                 | Ryder Hesjedal     | Kanada             | 35                 |                    | DNF-5              |
| 68                 | Boy van Poppel     | Holandia           | 27                 |                    | 76.                |

### Team Sky
| Team Sky SKY | Team Sky SKY       | Team Sky SKY    | Team Sky SKY | Team Sky SKY                                                                                    | Team Sky SKY |
| Numer        | Zawodnik           | Państwo         | Wiek         | Uwagi                                                                                           | Miejsce      |
| ------------ | ------------------ | --------------- | ------------ | ----------------------------------------------------------------------------------------------- | ------------ |
| 71           | Michał Gołaś       | Polska          | 31           |                                                                                                 | 42.          |
| 72           | Beñat Intxausti    | Hiszpania       | 30           |                                                                                                 | DNF-3        |
| 73           | Peter Kennaugh     | Wielka Brytania | 26           |                                                                                                 | 51.          |
| 74           | Leopold König      | Czechy          | 28           | Mistrz Czech w jeździe indywidualnej na czas                                                    | DNF-5        |
| 75           | Michał Kwiatkowski | Polska          | 25           |                                                                                                 | 34.          |
| 76           | Salvatore Puccio   | Włochy          | 26           |                                                                                                 | 39.          |
| 77           | Nicolas Roche      | Irlandia        | 31           | Mistrz Irlandii w wyścigu ze startu wspólnego · Mistrz Irlandii w jeździe indywidualnej na czas | 26.          |
| 78           | Elia Viviani       | Włochy          | 27           |                                                                                                 | DNF-5        |

### Lampre-Merida
| Lampre-Merida LAM | Lampre-Merida LAM  | Lampre-Merida LAM | Lampre-Merida LAM | Lampre-Merida LAM | Lampre-Merida LAM |
| Numer             | Zawodnik           | Państwo           | Wiek              | Uwagi             | Miejsce           |
| ----------------- | ------------------ | ----------------- | ----------------- | ----------------- | ----------------- |
| 81                | Diego Ulissi       | Włochy            | 26                |                   | 27.               |
| 82                | Mário Costa        | Portugalia        | 30                |                   | DNF-5             |
| 83                | Roberto Ferrari    | Włochy            | 33                |                   | DNF-5             |
| 84                | Manuele Mori       | Włochy            | 35                |                   | 30.               |
| 85                | Sacha Modolo       | Włochy            | 28                |                   | DNF-5             |
| 86                | Przemysław Niemiec | Polska            | 35                |                   | DNF-5             |
| 87                | Simone Petilli     | Włochy            | 22                |                   | 44.               |
| 88                | Matej Mohorič      | Słowenia          | 21                |                   | DNF-5             |

### BMC Racing Team
| BMC Racing Team BMC | BMC Racing Team BMC  | BMC Racing Team BMC | BMC Racing Team BMC | BMC Racing Team BMC                          | BMC Racing Team BMC |
| Numer               | Zawodnik             | Państwo             | Wiek                | Uwagi                                        | Miejsce             |
| ------------------- | -------------------- | ------------------- | ------------------- | -------------------------------------------- | ------------------- |
| 91                  | Alessandro De Marchi | Włochy              | 29                  |                                              | 45.                 |
| 92                  | Philippe Gilbert     | Belgia              | 33                  | Mistrz Belgii w wyścigu ze startu wspólnego  | 16.                 |
| 93                  | Floris Gerts         | Holandia            | 23                  |                                              | 38.                 |
| 94                  | Ben Hermans          | Belgia              | 29                  |                                              | 15.                 |
| 95                  | Manuel Quinziato     | Włochy              | 36                  | Mistrz Włoch w jeździe indywidualnej na czas | DNF-5               |
| 96                  | Peter Velits         | Słowacja            | 30                  |                                              | DNF-5               |
| 97                  | Loic Vliegen         | Belgia              | 22                  |                                              | DNF-5               |
| 98                  | Danilo Wyss          | Szwajcaria          | 30                  |                                              | DNF-5               |

### Orica–BikeExchange
| Orica-BikeExchange OBE | Orica-BikeExchange OBE | Orica-BikeExchange OBE | Orica-BikeExchange OBE | Orica-BikeExchange OBE | Orica-BikeExchange OBE |
| Numer                  | Zawodnik               | Państwo                | Wiek                   | Uwagi                  | Miejsce                |
| ---------------------- | ---------------------- | ---------------------- | ---------------------- | ---------------------- | ---------------------- |
| 101                    | Simon Yates            | Wielka Brytania        | 23                     |                        | 20.                    |
| 102                    | Caleb Ewan             | Australia              | 21                     |                        | DNF-5                  |
| 103                    | Jack Haig              | Australia              | 22                     |                        | 49.                    |
| 104                    | Jens Keukeleire        | Belgia                 | 27                     |                        | DNF-5                  |
| 105                    | Svein Tuft             | Kanada                 | 38                     |                        | 78.                    |
| 106                    | Luka Mezgec            | Słowenia               | 27                     |                        | DNF-5                  |
| 107                    | Mitchell Docker        | Australia              | 28                     |                        | DNF-5                  |
| 108                    | Sam Bewley             | Nowa Zelandia          | 29                     |                        | DNF-5                  |

### Team Giant-Alpecin
| Team Giant-Alpecin TGA | Team Giant-Alpecin TGA | Team Giant-Alpecin TGA | Team Giant-Alpecin TGA | Team Giant-Alpecin TGA | Team Giant-Alpecin TGA |
| Numer                  | Zawodnik               | Państwo                | Wiek                   | Uwagi                  | Miejsce                |
| ---------------------- | ---------------------- | ---------------------- | ---------------------- | ---------------------- | ---------------------- |
| 111                    | Nikias Arndt           | Niemcy                 | 24                     |                        | DNF-5                  |
| 112                    | Bert De Backer         | Belgia                 | 31                     |                        | 91.                    |
| 113                    | Koen de Kort           | Holandia               | 33                     |                        | 56.                    |
| 114                    | Johannes Fröhlinger    | Niemcy                 | 30                     |                        | 47.                    |
| 115                    | Tobias Ludvigsson      | Szwecja                | 25                     |                        | DNF-5                  |
| 116                    | Tom Stamsnijder        | Holandia               | 30                     |                        | DNF-5                  |
| 117                    | Zico Waeytens          | Belgia                 | 24                     |                        | 81.                    |
| 118                    | Max Walscheid          | Niemcy                 | 22                     |                        | DNF-5                  |

### Team Katusha
| Team Katusha KAT | Team Katusha KAT    | Team Katusha KAT | Team Katusha KAT | Team Katusha KAT                             | Team Katusha KAT |
| Numer            | Zawodnik            | Państwo          | Wiek             | Uwagi                                        | Miejsce          |
| ---------------- | ------------------- | ---------------- | ---------------- | -------------------------------------------- | ---------------- |
| 121              | Siergiej Czerniecki | Rosja            | 25               | Mistrz Rosji w jeździe indywidualnej na czas | 23.              |
| 122              | Dmitrij Kozonczuk   | Rosja            | 31               |                                              | DNF-4            |
| 123              | Siergiej Łagutin    | Rosja            | 35               |                                              | 37.              |
| 124              | Matwiej Mamykin     | Rosja            | 21               |                                              | 14.              |
| 125              | Jhonatan Restrepo   | Kolumbia         | 21               |                                              | DNF-5            |
| 126              | Simon Špilak        | Słowenia         | 29               |                                              | DNF-5            |
| 127              | Rein Taaramäe       | Estonia          | 28               |                                              | 54.              |
| 128              | Anton Worobjow      | Rosja            | 25               |                                              | DNF-5            |

### Team LottoNL-Jumbo
| Team LottoNL-Jumbo | Team LottoNL-Jumbo | Team LottoNL-Jumbo | Team LottoNL-Jumbo | Team LottoNL-Jumbo                              | Team LottoNL-Jumbo |
| Numer              | Zawodnik           | Państwo            | Wiek               | Uwagi                                           | Miejsce            |
| ------------------ | ------------------ | ------------------ | ------------------ | ----------------------------------------------- | ------------------ |
| 131                | Enrico Battaglin   | Włochy             | 26                 |                                                 | 62.                |
| 132                | Koen Bouwman       | Holandia           | 22                 |                                                 | DNS-7              |
| 133                | Victor Campenaerts | Belgia             | 24                 | Mistrz Belgii w jeździe indywidualnej na czas   | 29.                |
| 134                | Moreno Hofland     | Holandia           | 24                 |                                                 | 82.                |
| 135                | Thomas Leezer      | Holandia           | 30                 |                                                 | DNF-5              |
| 136                | Primož Roglič      | Słowenia           | 26                 | Mistrz Słowenii w jeździe indywidualnej na czas | 22.                |
| 137                | Alexey Vermeulen   | Stany Zjednoczone  | 21                 |                                                 | 90.                |
| 138                | Dennis van Winden  | Holandia           | 28                 |                                                 | 89.                |

### Lotto Soudal
| Lotto Soudal LTS | Lotto Soudal LTS | Lotto Soudal LTS | Lotto Soudal LTS | Lotto Soudal LTS | Lotto Soudal LTS |
| Numer            | Zawodnik         | Państwo          | Wiek             | Uwagi            | Miejsce          |
| ---------------- | ---------------- | ---------------- | ---------------- | ---------------- | ---------------- |
| 141              | Tiesj Benoot     | Belgia           | 22               |                  | 5.               |
| 142              | Jasper De Buyst  | Belgia           | 22               |                  | DNF-5            |
| 143              | Bart De Clercq   | Belgia           | 29               |                  | 11.              |
| 144              | Sander Armée     | Belgia           | 30               |                  | 80.              |
| 145              | Maxime Monfort   | Belgia           | 33               |                  | 18.              |
| 146              | Rafael Valls     | Hiszpania        | 28               |                  | DNF-3            |
| 147              | Louis Vervaeke   | Belgia           | 22               |                  | 67.              |
| 148              | Tim Wellens      | Belgia           | 24               |                  | 1.               |

### Ag2r-La Mondiale
| Ag2r-La Mondiale ALM | Ag2r-La Mondiale ALM   | Ag2r-La Mondiale ALM | Ag2r-La Mondiale ALM | Ag2r-La Mondiale ALM                          | Ag2r-La Mondiale ALM |
| Numer                | Zawodnik               | Państwo              | Wiek                 | Uwagi                                         | Miejsce              |
| -------------------- | ---------------------- | -------------------- | -------------------- | --------------------------------------------- | -------------------- |
| 151                  | Julien Bérard          | Francja              | 27                   |                                               | 70.                  |
| 152                  | François Bidard        | Francja              | 24                   |                                               | 61.                  |
| 153                  | Nico Denz              | Niemcy               | 20                   |                                               | 28.                  |
| 154                  | Hugo Houle             | Kanada               | 24                   | Mistrz Kanady w jeździe indywidualnej na czas | 32.                  |
| 155                  | Blel Kadri             | Francja              | 28                   |                                               | DNF-4                |
| 156                  | Sébastien Minard       | Francja              | 32                   |                                               | 57.                  |
| 157                  | Matteo Montaguti       | Włochy               | 30                   |                                               | DNF-4                |
| 158                  | Jean-Christophe Péraud | Francja              | 37                   |                                               | DNF-5                |

### IAM Cycling
| IAM Cycling IAM | IAM Cycling IAM     | IAM Cycling IAM   | IAM Cycling IAM | IAM Cycling IAM                                 | IAM Cycling IAM |
| Numer           | Zawodnik            | Państwo           | Wiek            | Uwagi                                           | Miejsce         |
| --------------- | ------------------- | ----------------- | --------------- | ----------------------------------------------- | --------------- |
| 161             | Marcel Aregger      | Szwajcaria        | 25              |                                                 | 92.             |
| 162             | Stefan Denifl       | Austria           | 28              |                                                 | DNF-5           |
| 163             | Jonathan Fumeaux    | Szwajcaria        | 28              | Mistrz Szwajcarii w wyścigu ze startu wspólnego | DNF-5           |
| 164             | Heinrich Haussler   | Australia         | 32              |                                                 | DNF-5           |
| 165             | Roger Kluge         | Niemcy            | 30              |                                                 | DNF-4           |
| 166             | Matteo Pelucchi     | Włochy            | 27              |                                                 | DNF-5           |
| 167             | Aleksejs Saramotins | Łotwa             | 33              |                                                 | DNF-3           |
| 168             | Lawrence Warbasse   | Stany Zjednoczone | 25              |                                                 | 7.              |

### FDJ
| FDJ   | FDJ                 | FDJ      | FDJ  | FDJ                                          | FDJ     |
| Numer | Zawodnik            | Państwo  | Wiek | Uwagi                                        | Miejsce |
| ----- | ------------------- | -------- | ---- | -------------------------------------------- | ------- |
| 171   | Kenny Elissonde     | Francja  | 24   |                                              | 58.     |
| 172   | Murilo Fischer      | Brazylia | 36   |                                              | DNF-5   |
| 173   | Marc Fournier       | Francja  | 21   |                                              | DNF-5   |
| 174   | Ignatas Konovalovas | Litwa    | 30   | Mistrz Litwy w jeździe indywidualnej na czas | DNF-5   |
| 175   | Johan Le Bon        | Francja  | 25   |                                              | DNF-5   |
| 176   | Lorrenzo Manzin     | Francja  | 21   |                                              | 52.     |
| 177   | Yoann Offredo       | Francja  | 29   |                                              | DNF-5   |
| 178   | Kévin Reza          | Francja  | 27   |                                              | 73.     |

### Verva ActiveJet
| Verva ActiveJet VAT | Verva ActiveJet VAT | Verva ActiveJet VAT | Verva ActiveJet VAT | Verva ActiveJet VAT | Verva ActiveJet VAT |
| Numer               | Zawodnik            | Państwo             | Wiek                | Uwagi               | Miejsce             |
| ------------------- | ------------------- | ------------------- | ------------------- | ------------------- | ------------------- |
| 181                 | Paweł Franczak      | Polska              | 24                  |                     | 93.                 |
| 182                 | Kamil Gradek        | Polska              | 25                  |                     | DNF-5               |
| 183                 | Paweł Cieślik       | Polska              | 30                  |                     | 19.                 |
| 184                 | Łukasz Bodnar       | Polska              | 34                  |                     | DNF-4               |
| 185                 | Adam Stachowiak     | Polska              | 26                  |                     | 84.                 |
| 186                 | Jordi Simón         | Hiszpania           | 25                  |                     | DNS-6               |
| 187                 | Jonas Koch          | Niemcy              | 23                  |                     | 85.                 |
| 188                 | Karel Hník          | Czechy              | 24                  |                     | 63.                 |

### CCC Sprandi Polkowice
| CCC Sprandi Polkowice CCC | CCC Sprandi Polkowice CCC | CCC Sprandi Polkowice CCC | CCC Sprandi Polkowice CCC | CCC Sprandi Polkowice CCC | CCC Sprandi Polkowice CCC |
| Numer                     | Zawodnik                  | Państwo                   | Wiek                      | Uwagi                     | Miejsce                   |
| ------------------------- | ------------------------- | ------------------------- | ------------------------- | ------------------------- | ------------------------- |
| 191                       | Maciej Paterski           | Polska                    | 29                        |                           | 30.                       |
| 192                       | Łukasz Owsian             | Polska                    | 26                        |                           | 69.                       |
| 193                       | Jarosław Marycz           | Polska                    | 29                        |                           | 66.                       |
| 194                       | Mateusz Taciak            | Polska                    | 32                        |                           | DNF-5                     |
| 195                       | Michał Paluta             | Polska                    | 20                        |                           | 83.                       |
| 196                       | Felix Großschartner       | Austria                   | 22                        |                           | 24.                       |
| 197                       | Víctor de la Parte        | Hiszpania                 | 30                        |                           | 31.                       |
| 198                       | Branisłau Samojłau        | Białoruś                  | 31                        |                           | 86.                       |

### Reprezentacja Polski
| Reprezentacja Polski POL | Reprezentacja Polski POL | Reprezentacja Polski POL | Reprezentacja Polski POL | Reprezentacja Polski POL | Reprezentacja Polski POL |
| Numer                    | Zawodnik                 | Państwo                  | Wiek                     | Uwagi                    | Miejsce                  |
| ------------------------ | ------------------------ | ------------------------ | ------------------------ | ------------------------ | ------------------------ |
| 201                      | Dariusz Batek            | Polska                   | 30                       |                          | DNF-5                    |
| 202                      | Artur Detko              | Polska                   | 33                       |                          | 93.                      |
| 203                      | Przemysław Kasperkiewicz | Polska                   | 22                       |                          | DNF-5                    |
| 204                      | Piotr Konwa              | Polska                   | 21                       |                          | DNF-5                    |
| 205                      | Szymon Rekita            | Polska                   | 22                       |                          | DNF-5                    |
| 206                      | Marek Rutkiewicz         | Polska                   | 35                       |                          | DNF-2                    |
| 207                      | Gracjan Szeląg           | Polska                   | 21                       |                          | DNF-5                    |
| 208                      | Kamil Zieliński          | Polska                   | 28                       |                          | 90.                      |

### Team Novo Nordisk
| Team Novo Nordisk TNN | Team Novo Nordisk TNN | Team Novo Nordisk TNN | Team Novo Nordisk TNN | Team Novo Nordisk TNN | Team Novo Nordisk TNN |
| Numer                 | Zawodnik              | Państwo               | Wiek                  | Uwagi                 | Miejsce               |
| --------------------- | --------------------- | --------------------- | --------------------- | --------------------- | --------------------- |
| 211                   | Javier Meigas         | Hiszpania             | 32                    |                       | 41.                   |
| 212                   | Martijn Verschoor     | Holandia              | 31                    |                       | DNF-5                 |
| 213                   | Charles Planet        | Francja               | 22                    |                       | 97.                   |
| 214                   | David Lozano          | Hiszpania             | 27                    |                       | DNF-5                 |
| 215                   | Andrea Peron          | Włochy                | 27                    |                       | DNF-4                 |
| 216                   | Nicolas Lefrancois    | Francja               | 29                    |                       | DNF-1                 |
| 217                   | Chris Williams        | Australia             | 34                    |                       | DNF-5                 |
| 218                   | Stephen Clancy        | Irlandia              | 23                    |                       | DNF-5                 |

### ONE Pro Cycling
| ONE Pro Cycling ONE | ONE Pro Cycling ONE | ONE Pro Cycling ONE | ONE Pro Cycling ONE | ONE Pro Cycling ONE | ONE Pro Cycling ONE |
| Numer               | Zawodnik            | Państwo             | Wiek                | Uwagi               | Miejsce             |
| ------------------- | ------------------- | ------------------- | ------------------- | ------------------- | ------------------- |
| 221                 | Yanto Barker        | Wielka Brytania     | 36                  |                     | 95.                 |
| 222                 | Marcin Białobłocki  | Polska              | 33                  |                     | DNF-5               |
| 223                 | Karol Domagalski    | Polska              | 26                  |                     | DNF-5               |
| 224                 | Matthew Goss        | Australia           | 29                  |                     | DNF-5               |
| 225                 | Chris Opie          | Wielka Brytania     | 28                  |                     | DNF-5               |
| 226                 | James Oram          | Nowa Zelandia       | 23                  |                     | DNF-5               |
| 227                 | Dion Smith          | Nowa Zelandia       | 23                  |                     | 35.                 |
| 228                 | Peter Williams      | Wielka Brytania     | 29                  |                     | DNF-5               |

### Gazprom–RusVelo
| Gazprom-RusVelo GAZ | Gazprom-RusVelo GAZ  | Gazprom-RusVelo GAZ | Gazprom-RusVelo GAZ | Gazprom-RusVelo GAZ | Gazprom-RusVelo GAZ |
| Numer               | Zawodnik             | Państwo             | Wiek                | Uwagi               | Miejsce             |
| ------------------- | -------------------- | ------------------- | ------------------- | ------------------- | ------------------- |
| 231                 | Aleksandr Kołobniew  | Rosja               | 35                  |                     | DNF-5               |
| 232                 | Iwan Sawicki         | Rosja               | 24                  |                     | DNF-3               |
| 233                 | Siergiej Nikolajew   | Rosja               | 28                  |                     | 77.                 |
| 234                 | Siergiej Firsanow    | Rosja               | 34                  |                     | 55.                 |
| 235                 | Igor Bojew           | Rosja               | 27                  |                     | 79.                 |
| 236                 | Roman Małkin         | Rosja               | 25                  |                     | DNF-5               |
| 237                 | Andriej Sołomennikow | Rosja               | 29                  |                     | 72.                 |
| 238                 | Artem Oweczkin       | Rosja               | 30                  |                     | 46.                 |

### Bardiani CSF
| Bardiani CSF BAR | Bardiani CSF BAR   | Bardiani CSF BAR | Bardiani CSF BAR | Bardiani CSF BAR | Bardiani CSF BAR |
| Numer            | Zawodnik           | Państwo          | Wiek             | Uwagi            | Miejsce          |
| ---------------- | ------------------ | ---------------- | ---------------- | ---------------- | ---------------- |
| 241              | Sonny Colbrelli    | Włochy           | 26               |                  | DNS-6            |
| 242              | Enrico Barbin      | Włochy           | 26               |                  | DNF-5            |
| 243              | Nicola Boem        | Włochy           | 26               |                  | DNF-5            |
| 244              | Mirco Maestri      | Włochy           | 24               |                  | 13.              |
| 245              | Lorenzo Rota       | Włochy           | 21               |                  | DNF-5            |
| 246              | Nicola Ruffoni     | Włochy           | 25               |                  | DNF-5            |
| 247              | Paolo Simion       | Włochy           | 23               |                  | 96.              |
| 248              | Alessandro Tonelli | Włochy           | 24               |                  | DNF-5            |

## Kraje reprezentowane przez kolarzy
| Państwo           | Liczba kolarzy | Liczba kolarzy, którzy ukończyli wyścig |
| ----------------- | -------------- | --------------------------------------- |
| Algieria          | 1              | 0                                       |
| Australia         | 8              | 3                                       |
| Austria           | 2              | 1                                       |
| Belgia            | 18             | 12                                      |
| Białoruś          | 2              | 1                                       |
| Brazylia          | 1              | 0                                       |
| Czechy            | 3              | 2                                       |
| Dania             | 1              | 1                                       |
| Estonia           | 1              | 1                                       |
| Francja           | 13             | 7                                       |
| Hiszpania         | 11             | 5                                       |
| Holandia          | 9              | 5                                       |
| Irlandia          | 3              | 1                                       |
| Japonia           | 1              | 1                                       |
| Kanada            | 4              | 2                                       |
| Kazachstan        | 3              | 1                                       |
| Kolumbia          | 4              | 2                                       |
| Kostaryka         | 1              | 0                                       |
| Litwa             | 1              | 0                                       |
| Luksemburg        | 1              | 0                                       |
| Łotwa             | 3              | 1                                       |
| Niemcy            | 6              | 3                                       |
| Nowa Zelandia     | 3              | 1                                       |
| Polska            | 24             | 11                                      |
| Portugalia        | 3              | 2                                       |
| Południowa Afryka | 2              | 2                                       |
| Rosja             | 16             | 9                                       |
| Rwanda            | 1              | 0                                       |
| Słowacja          | 2              | 0                                       |
| Słowenia          | 4              | 1                                       |
| Stany Zjednoczone | 2              | 2                                       |
| Szwajcaria        | 3              | 1                                       |
| Szwecja           | 1              | 0                                       |
| Wielka Brytania   | 6              | 4                                       |
| Włochy            | 36             | 15                                      |
| RAZEM             | 200            | 97                                      |